# رحاب (محافظة العيص)
رحاب، قرية من قرى محافظة العيص، والتابعة لمنطقة المدينة المنورة في السعودية.